# Yevgueni Korotkevich
Yevgeny Sergeyevich Korotkevich (en ruso: Евгений Серге́евич Короткевич; 1918-febrero de 1994) fue un científico soviético y explorador polar, Héroe del Trabajo Socialista, y Doctor en Ciencias geográficas. Fue uno de los principales científicos del Instituto de Investigaciones Árticas y Antárticas (AARI) en el campo de la glaciología y la geografía de los países polares.

## Carrera profesional
Yevgeny Korotkevich participó y dirigió muchas expediciones árticas. Entre 1947 y 1955, se dedicó a la investigación científica en las Islas de Nueva Siberia, Tierra de Francisco José, Nueva Zembla, Tierra del Norte, Spitzbergen, islas del mar de Kara y en la Península de Taimyr. Desde 1955, la actividad científica y organizativa de Korotkevich estuvo estrechamente relacionada con los estudios de la naturaleza antártica. Participó en la primera expedición antártica soviética y luego dirigió otras tres expediciones antárticas.
Fue director adjunto del AARI y jefe de la Expedición Antártica Soviética durante mucho tiempo. También fue editor ejecutivo del Boletín Informativo de la Expedición Antártica Soviética. Además fue autor de más de doscientos trabajos científicos y supervisó la preparación y publicación de una serie de libros de referencia sobre la naturaleza de las regiones polares. Participó en la redacción del Atlas de la Antártida en dos volúmenes en la década de 1970.
Fue vicepresidente de la Sociedad Geográfica Rusa y elegido dos veces vicepresidente del Comité Científico Internacional de Investigaciones Antárticas. También fue miembro de varias juntas científicas en institutos de investigación en San Petersburgo.
Korotkevich fue un veterano de la Gran Guerra Patriótica, Meritorio Trabajador de la Ciencia y la Tecnología de la RSFSR, y recibió dos veces el Premio Estatal de la URSS.